# Lauf (Musik)
Der Lauf (seltener und besonders im Plural auch „Laufwerk“) ist eine musikalische Geste, bei der Töne, für gewöhnlich im mäßig schnellen bis sehr schnellem Tempo, entweder als aufsteigende oder aber als absteigende Figur gespielt oder gesungen wird. Hierbei handelt es sich größtenteils um Tonabschnitte in Halb- und Ganztönen bzw. um Intervalle der kleinen und großen Sekunde, teils aber auch in größeren Intervallen. Aus diesem Grund überschneidet sich der Begriff des Laufes teilweise mit dem des Arpeggios und die Grenze kann nicht immer klar gezogen werden. Normalerweise sind bei einem Arpeggio aber die Schritte größtenteils nicht in Ganz- oder Halbtonschritten, sondern in weitergespannten Intervallen zu finden. Daher bezeichnet ein Arpeggio im Normalfall eher eine horizontal diminuierte Akkordstruktur. 
Im Prinzip sind Läufe also lediglich schnell gespielte Skalen (Tonleitern). Die ausgewählte Skala trägt hierbei maßgeblich zum Charakter bei. Somit klingt ein auf einer Ganztonskala gespielter Lauf „schwebend“ oder gar ungewöhnlich, während ein Lauf auf einer phrygischen Tonskala eher mediterran anmuten kann, mag ein Lauf auf einer harmonischen Molltonleiter mit ihrem Hiatus-schritt (also einer übermäßigen Sekunde) eher an musikalische Eigenheiten aus dem Nahen Osten erinnern.

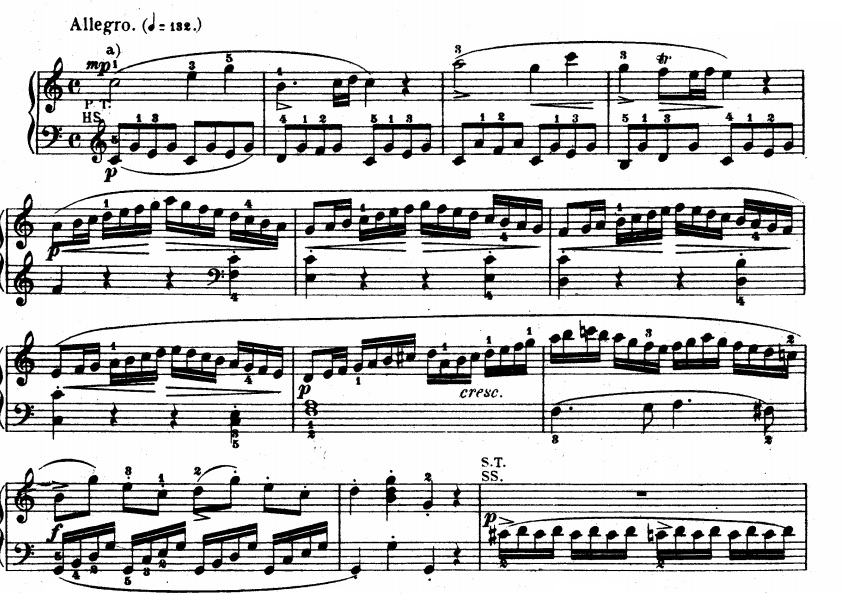
Zahlreiche, sich sequenzartig verschiebende Läufe, beginnend ab Takt fünf, in Mozarts bekannter Sonata facile in C-Dur.

## Beispiele
Ein bekanntes Beispiel für extensiven Gebrauch von schnellem Laufwerk ist Rimski-Korsakows Hummelflug aus dem Jahr 1899/1900, wobei hier fast über das komplette Stück hinweg eine chromatische Skala eingesetzt wird, womit die rapide Rastlosigkeit einer Hummel eindrucksvoll imitiert werden soll. Das Werk wurde zudem vom Orchester z. B. auf das Klavier übertragen (u. a. von Sergei Wassiljewitsch Rachmaninow oder in einer extrem schweren Paraphrase von György Cziffra) und dient hier als eindrucksvolles Showstück. 
Besonders exzessiv werden Tonleitern auch in den vielen auch heute noch populären, virtuosen und teilweise technisch äußerst schweren Etüden von Frédéric Chopin oder Franz Liszt oft als Kompositionsmittel gebraucht. Besonders in den technisch häufig sehr anspruchsvollen Kadenzen in Werken von Liszt ist ein nahezu extremer Gebrauch hiervon zu finden. Teilweise sind diese Skalenläufe nicht in einem rhythmisch festgelegten Rahmen gesetzt (beispielsweise in Liszts Liebestraum Nr. 1) und werden als zahlreiche kleine Noten in einem einzigen Takt notiert.

## Instrumente und Einschränkungen
Auch das verwendete Instrument spielt eine große Rolle. So sind beispielsweise in Orchesterwerken Läufe in den Streichern und Holzbläsern besonders häufig. Ausgenommen sind vor allem sehr tiefe Instrumente, wie Kontrabass, Kontrafagott oder Kontrabassklarinette, hier ist Laufwerk zwar auch möglich, allerdings in der Orchestrationspraxis wesentlich seltener anzutreffen, da letztere Instrumente eher träge sind. Dies trifft allerdings nicht auf Cello, Fagott und Bassklarinette zu, die trotz ihrer Größe erstaunlich agil sind und auch virtuose Läufe mit Leichtigkeit meistern können. 
Aber auch bei den meisten Blechbläsern ist häufiger Gebrauch von Läufen eher unüblich. Zwar werden vor allem in Jazz und Pop häufig Figuren eingesetzt, die sich von unten nach oben („Doit“), oder auch von oben nach unten („Fall“) bewegen. Hierbei handelt es sich aber viel mehr um Glissandi, also eher um sehr verschleierte, chromatische musikalische Gestiken, deren Einzeltöne meist nicht mehr identifiziert werden können; daher kann hier auch nicht von einem Lauf die Rede sein. Aufgrund des Zuges ist letztere Technik besonders auf der Posaune weit verbreitet und einfach auszuführen.
Auch auf Naturtrompete, Naturhorn und bestimmten in Pentatonik gestimmten Musikinstrumenten, wie einigen asiatischen Zithertypen, oder der Shakuhachi (einer japanischen Bambusflöte), ist die Ausführung von Läufen nur schwer oder gar ganz unmöglich. Auf der gewöhnlichen Konzertharfe beispielsweise, sind vor allem chromatische Figuren gänzlich unmöglich, da dieses Instrument im Normalfall diatonisch gestimmt ist.